# Mladějov (Jičíni járás)
Mladějov település Csehországban, a Jičíni járásban. Mladějov Zámostí-Blata, Troskovice, Sobotka, Újezd pod Troskami, Libuň, Libošovice, Samšina és Holín településekkel határos. Lakosainak száma 556 fő (2024. január 1.).

## Népesség
A település lakosságának változását az alábbi diagram mutatja:
| Lakosok száma | 1214 | 1169 | 1176 | 871  | 676  | 525  | 498  | 503  | 513  | 556  |
|               | 1869 | 1890 | 1921 | 1950 | 1980 | 2001 | 2017 | 2019 | 2022 | 2024 |